# 鹿児島県立末吉高等学校
鹿児島県立末吉高等学校（かごしまけんりつ すえよしこうとうがっこう）は、鹿児島県曽於市末吉町二之方に所在した公立の高等学校。当校と他2校の統合による鹿児島県立曽於高等学校の開校にともない2014年度より生徒募集停止し、2016年3月31日に閉校した。

## 設置学科
- 普通科
- 生物生産科
- 情報処理科

## 沿革
- 1921年 - 末吉村立実科女学校設立認可。
- 1924年 - 鹿児島県末吉高等女学校に名称変更。
- 1948年 - 学制改革に伴い鹿児島県立末吉高等学校を設置（普通科）。
- 1962年 - 畜産科を新設。
- 1963年 - 商業科を新設。
- 1975年 - 畜産科付属農場を移転（現在地）。
- 1992年 - 畜産科を生物生産科に、商業科を情報処理科に再編。
- 1996年 - 体育館大規模改修工事実施。
- 2001年 - 武道館竣工。
- 2004年 - 第二棟大規模改修工事実施。
- 2014年4月1日 - 当校と鹿児島県立財部高等学校、鹿児島県立岩川高等学校の3校を再編・統合した鹿児島県立曽於高等学校の開校に伴い、全科生徒募集停止。
- 2016年3月31日 - 閉校。卒業生は15106人。